# Sarda sarda

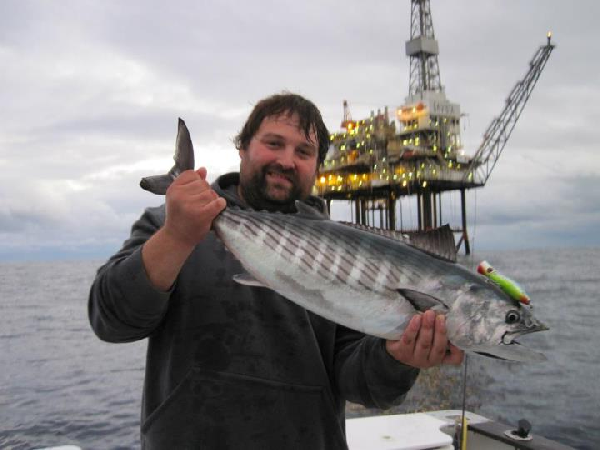

La palamita (Sarda sarda) è un pesce di mare appartenente alla famiglia Scombridae.

## Distribuzione e habitat
È diffusa nel mar Mediterraneo, nel mar Nero (dove non si riproduce) e nell'Oceano Atlantico a nord fino alla congiungente tra la Scandinavia ed il Canada ed a sud tra l'Angola e l'Argentina. È molto raro nei territori posti all'estremo dell'areale.
È un pesce dalle abitudini nettamente pelagiche e si può trovare sia in alto mare che in acque costiere. È frequente imbattersi in banchi numerosi di questi pesci predatori anche sotto costa, ma solo in determinati periodi dell’anno quando le condizioni meteorologiche e marine lo consentono. Trattasi, però, di esemplari piuttosto giovani.

## Descrizione
È un pesce dal corpo fusiforme, molto idrodinamico, con testa appuntita, peduncolo caudale sottile con 2 carene laterali, coda falcata, caratteristiche che conferiscono una considerevole potenza al suo nuoto. La bocca è ampia e supera l'occhio ed è armata di numerosi denti conici abbastanza evidenti. Le pinne dorsali sono due: quella anteriore è più lunga e triangolare, con altezza decrescente e bordo superiore dritto; la seconda, contigua, è corta ed opposta all'anale. Le pinne ventrali e le pinne pettorali sono piccole. Esistono inoltre due serie di pinnule.
Il colore è azzurro metallico sul dorso e digrada in un colore argenteo sui fianchi, per assumere un colore bianco madreperlaceo sul ventre. Sul dorso ci sono 7-10 barre nere o grigiastre oblique, quasi orizzontali.
Arriva a misurare 80 cm per 10 kg di peso, ma normalmente è più piccola.

## Alimentazione
Carnivora e predatrice, questa specie caccia principalmente piccoli pesci come acciughe, sardine, aguglie, eccetera.

## Riproduzione
Avviene in primavera-estate. I giovani portano bande scure verticali.

## Biologia
È una specie gregaria, che vive sempre in banchi. Effettua lunghe migrazioni e si avvicina alle coste in periodi diversi a seconda delle località: in Italia è avvistabile in autunno nel mar Ligure, in estate nel golfo di Napoli, in primavera in Sicilia, ecc.

## Pesca
Date le carni ottime e la sua indole combattiva è molto apprezzata sia da pescatori sportivi che da pescatori professionali: i primi la insidiano soprattutto dalla barca con la tecnica della traina e da terra a spinning, mentre i secondi la catturano soprattutto con apposite reti, denominate “palamitare”. Le sue carni sono adatte ad essere conservate sott'olio come quelle del tonno rosso. In determinati periodi dell'anno, che variano da zona a zona è possibile insidiarla pure da riva con la tecnica dello spinning con artificiali di medie dimensioni.